# Банк Кипра
Банк Кипра (оригинальное название греч. Τράπεζα Κύπρου; англ. Bank of Cyprus) — крупнейший банк на Кипре. Основан в 1899 году. Ведёт операции в Великобритании, Австралии, Греции, Румынии и России.
С 2008 года Bank of Cyprus предоставляет свои услуги также на территории Украины. В 2014 году Альфа Банк Украина приобрел украинское подразделение Bank of Cyprus.

## Собственники и руководство
В сентябре 2010 года было объявлено о покупке российским предпринимателем Дмитрием Рыболовлевым 9,7 % акций Банкa Кипра. Учитывая значительную распылённость акций банка среди акционеров (следующий по объёму пакет — 1,5 % — принадлежит одному из инвестиционных фондов), Рыболовлев стал крупнейшим акционером банка.

## Деятельность
Bank of Cyprus был основан в 1899 году и специализируется в ряде областей, таких как обслуживание физических лиц, инвестирование, услуги коммерческого банка, факторинг, брокерские услуги, страхование, управление активами и многое другое. На данный момент этот банк имеет более 300 филиалов и офисов по всему миру, 147 из которых расположены на Кипре, 134 в Греции, 4 в Великобритании, один на Нормандских островах, один в Москве и один в Румынии. В общей сложности в них работает 12 010 человек. По состоянию на 31 декабря 2005 года общие активы банка составляли 13,22 миллиарда кипрских фунтов (23,00 миллиарда евро), а акционерный капитал — 818 миллионов кипрских фунтов (1,42 миллиарда евро). К 30 сентября 2008 года общие активы банка достигли 34,03 миллиардов евро, а акционерный капитал — 2,13 миллиардов евро. Акции банка торгуются на Кипрской фондовой бирже (CSE). Bank of Cyprus является крупнейшим банком по рыночной капитализации на CSE и имеет широкий круг акционеров. С 8 октября 2007 года этот банк включен в список the Dow Jones Cyprus Titans 10 Index, включающий с себя 10 крупнейших компаний Кипра. Также он представлен на Афинской фондовой бирже и 9 октября 2006 года был включен в индекс FTSE/Athex 20. В 2010 году прибыль банка составила 1,450 миллиардов евро, общий объем активов — 42,64 миллиарда евро, собственный капитал — 2,828 миллиардов евро.

### В России
31 октября 2008 года Банк Кипра приобрёл 80 % «Юниаструм банк» за $576 млн. В сентябре 2015 года Банк Кипра продал свой пакет акций «Юниаструм банка».
Также Bank of Cyprus имеет в России 4 представительства: в Екатеринбурге, Москве, Самаре и Санкт-Петербурге.

### На Украине
В 2008 году Банк Кипра приобрёл 97,2 % капитала АвтоЗАЗБанка на Украине.
По состоянию на октябрь 2010 года банк имел 23 отделения в таких городах как Киев, Житомир, Харьков, Львов, Запорожье, Одесса, Донецк, Херсон и др.

## Экономический кризис на Кипре 2012-2013 гг.
25 марта 2013 Еврокомиссия объявила, что в результате кризиса крупнейший банк республики будет реструктурирован путём поглощения застрахованных активов второго по величине банка страны (Кипрский Народный Банк), который в свою очередь будет расформирован. Таким образом, активы одного банка фактически будут переданы его конкуренту.
30 июля 2013 года было объявлено, что процесс рекапитализации Bank of Cyprus завершен. Доля незастрахованных депозитов, конвертируемых в акционерный капитал, составит 47,5%. Часть депозитов будет разблокирована, а управление перейдет к переходному совету директоров.